# Bettina Kadner
Bettina Inés Kadner Schilling (Madrid, 1946) es una piloto de aviación española, de origen alemán. Fue la primera mujer que en 1969 a los 22 años, pilotó un avión de pasajeros en España y en Europa. Fue también la primera mujer comandante en 1972. Ambos hitos con la compañía de vuelos chárter Spantax. Se jubiló trabajando para Iberia en 2006.

## Biografía
De familia alemana, su abuelo, aunque trabajó durante su vida de arquitecto,fue piloto durante la Primera Guerra Mundial. Sus padres abandonaron Alemania y se instalaron en Madrid tras la guerra. Su madre, la artista Ute Kadner, tenía una fábrica de muebles metálicos e importó una máquina de señalización de pistas de aterrizaje en los aeropuertos. Bettina tenía 12 años cuando empezó a acompañarla en su trabajo, se enamoró de los aviones y decidió ser piloto.
Comenzó a prepararse a principios de los 60. A los 18 años, tras acabar el bachiller, estudió en las escuelas de aviación de Cuatro Vientos (Madrid) y de Alcantarilla (Murcia) y se examinó en la Escuela Nacional de Aeronáutica de Salamanca. Tras más de cinco años de estudio en octubre de 1969, con 22 años, logró el título de piloto comercial de primera clase, consiguiendo la modificación del reglamento que impedía a las mujeres pilotar aviones comerciales. 
Durante una década fue la única mujer en las cabinas de aviación civil españolas. Su incorporación no fue fácil y en varias ocasiones tuvo que oír como algunos de sus compañeros le decía por radio  "Betina, a la cocina".
Tras terminar sus estudios el primer problema por ser mujer al que se enfrentó fue a la contratación. En un principio se planteó trabajar en Iberia, algo que no fue posible. Tras varios meses de intento buscó trabajo en Spantax, cofundada por Marta Estades, una de las primeras aerolíneas españolas que incluyó a mujeres en sus plantillas, donde fue admitida de inmediato. Entre sus primeras rutas estaba el Madrid - Las Palmas - Madrid en un Fokker  También fue copiloto en los modelos DC-6, DC-7 y DC-9 y pasó a ser comandante de un F-27 y de un Boeing 737. 
En 1985 Kadner finalmente fue contratada por Iberia, donde empezó como segunda (copiloto). Ascendió a comandante del modelo Airbus 320 en 1998, a bordo del que efectuó principalmente vuelos europeos.
Llegó a ser la primera mujer comandante en España y la segunda de Europa. Le siguieron María Aburto y Rosa García Santolaya.
Su último vuelo profesional fue en noviembre de 2006.